# Матусевич, Иосиф Александрович
Иосиф Александрович Матусевич 2-й (26 ноября 1857, Николаев, Херсонская губерния — 15 [28] мая 1905, Японское море) — русский морской офицер, капитан 2-го ранга, участник Цусимского сражения.

## Биография
Из дворян Херсонской губернии.
- Окончил юнкерское училище г. Николаева.
- 15 февраля 1877 — Зачислен на действительную службу в Черноморский флотский экипаж в чине юнкера флота.
- 6-9 июня 1877 — Участвовал в крейсерстве у Анатолийских берегов на пароходе «Великий князь Константин» и сожжении четырех турецких коммерческих парусных судов.
- 1 мая 1879 — Произведен за выслугу лет по экзамену в гардемарины.
- 11 мая 1879 — Зачислен в 1-й Черноморский флотский экипаж.
- 30 октября 1880 — Мичман (старшинство 30.08.1880).
- 1 января 1886 — Лейтенант.
- 30 апреля 1887 — Командир 7-й роты флотского экипажа.
- 6 мая 1887 — Временно заведует 5-й и 8-й ротами.
- 1888 — Прослушал курс лекций по штурманскому делу, призван к исполнению обязанностей старшего судового штурманского офицера.
- 24 февраля 1889 — Штурманский офицер канонерской лодки «Запорожец».
- 16 марта 1889 — Отчислен от командования 7-й ротой.
- 28 октября 1891 — По расформировании Черноморского флотского экипажа зачислен в 29-й флотский экипаж.
- 7 марта 1892 — Старший штурманский офицер эскадренного броненосца «Георгий Победоносец» с переводом в 28-й флотский экипаж.
- 8 мая 1892 — Командир 2-й роты 28-го флотского экипажа.
- 25 июля 1892 — Отчислен от командования ротой на время компании на минном крейсере «Капитан Сакен».
- 16 октября 1892 — Командир 2-й роты 28-го флотского экипажа.
- 20 декабря 1892 — 20 февраля 1893 — В отпуску внутри империи по домашним обстоятельствам.
- 27 марта 1893 — Прослушал краткий курс минного дела в Севастополе. По испытании особой комиссией признан приобретшим право на командование миноносцами.
- 18 сентября 1893 — Преподаватель школы рулевых и сигнальщиков.
- 25 февраля 1894 — Командир 1-й роты 28-го флотского экипажа.
- 27 февраля 1894 — Командир миноносца «Батум».
- 29 марта 1894 — Командир 6-й роты команды миноносцев.
- 8 февраля 1896 — Командир роты в отряде миноносцев и команд 28-го флотского экипажа.
- 14 апреля 1896 — Отчислен от должности командира миноносца № 251.
- 24 апреля 1896 — Старший штурманский офицер эскадренного броненосца «Георгий Победоносец».
- 29 мая 1896 — Командир миноносца № 251 на время внутреннего плавания и состояния миноносцев в вооруженном резерве.
- 27 августа 1896 — Штурманский офицер эскадренного броненосца «Двенадцать апостолов».
- 28 февраля 1897 — Командир миноносца № 265.
- 13 мая 1897 — Командир миноносца № 261 с оставлением в должности командующего миноносцем № 265.
- 12 февраля 1898 — Делопроизводитель при инспектирующем команды Черноморские флотские экипажи в Севастополе.
- 20 марта 1899 — Старший офицер канонерской лодки «Терец».
- 6 декабря 1899 — Капитан 2-го ранга.
- 8 января 1900 — Старший офицер на броненосце «Георгий Победоносец».
- 9 октября 1901 — Временно командующий броненосцем «Георгий Победоносец» на время отпуска капитана 1-го ранга Писаревского.
- 9 июня 1903 — Командир миноносца «Безупречный».
- 1 января 1905 — Отчислен от должности командира миноносца «Безупречный» (фактически исполнял обязанности командира до момента гибели корабля в Цусимском сражении).

Погиб в бою, когда миноносец был потоплен крейсером «Читосэ».

## Семья
- Отец: Александр Иосифович Матусевич, капитан по Адмиралтейству.
- Мать: Авдотья Степановна (урождённая Лосева), дочь чиновника 9-класса
- Братья:
  - Николай (вице-адмирал)
  - Василий (генерал-майор по адмиралтейству)
- Сестры:
  - Ольга (11.4.1843-?)
  - Александра (11.5.1846-?)
  - Клавдия (17.3.1849-?)
  - Мария (9.6.1855-?)
  - Юлия (11.5.1860-?)
- Супруга (27.04.1887): дочь генерал-лейтенанта Евгения Михайловна Юрьева.
- Дети:
  - Ольга (26.10.1888)
  - Михаил (11.9.1892)

## Отличия
- Светло-бронзовая медаль за участие в войне с Турцией 1877—1878 годов (17.4.1878)
- Турецкий орден Меджидие 4-й степени (Высочайшее разрешение на принятие и ношение 27.10.1896)
- Орден Святого Станислава III степени (1.1.1887)
- Орден Святой Анны III степени (1.1.1892)
- Золотой жетон в память плавания под флагом Его Императорского Высочества Наследника Цесаревича в 1890—1891 годах (15.4.1893)
- Серебряная медаль в память царствования Императора Александра III (21.03.1896)
- Золотой портсигар с изображением Государственного герба из кабинета Его Императорского Величества (11.11.1896)
- Золотые запонки на игольчатом замке (7.04.1897) за плавание с Её Величеством вдовствующей Императрицей Марией Федоровной на броненосце «Георгий Победоносец»
- Орден Святого Станислава II степени (13.04.1897)
- Орден Святого Владимира IV степени с бантом (22.09.1898)
- Турецкий орден Меджидие 3- степени и медаль (7.12.1899)
- Черногорский орден Князя Даниила 1-го 3-й степени (3.01.1900)
- Болгарский орден «За военные заслуги» 4-й степени (19.11.1902)
- Турецкий орден Османие 3-й степени (19.11.1902)
- Тунисский орден Нишан-Ифтикар командорского креста (12.04.1904)
- Орден Святой Анны II степени (6.12.1904) за плавание в составе 2-й эскадры Тихого океана